# Gandi (Schlagbalken)
Gandi, auch ga-ndi, gaṇḍī, gaN Di (tibetisch ག།), ist ein tragbarer Schlagbalken, der in tibetisch-buddhistischen Klöstern geschlagen wird, um Mönche zu alltäglichen oder besonderen Anlässen zusammenzurufen. Das aus Indien stammende und nachweislich seit dem 1. Jahrhundert n. Chr. bis heute gebrauchte Signalinstrument ist in Form und Funktion mit dem frühchristlichen naqus verwandt. Die gandi wird in einigen buddhistischen Schriften, darunter im Gandisutra behandelt, einer ursprünglich auf Sanskrit verfassten buddhistischen Lehrrede (Mahayana-Sutra), die vollständig nur in einer tibetischen Übersetzung vermutlich vom Anfang des 9. Jahrhunderts erhalten ist. Über Tibet gelangte die gandi später auch in den Buddhismus der Mongolei.

## Verbreitung

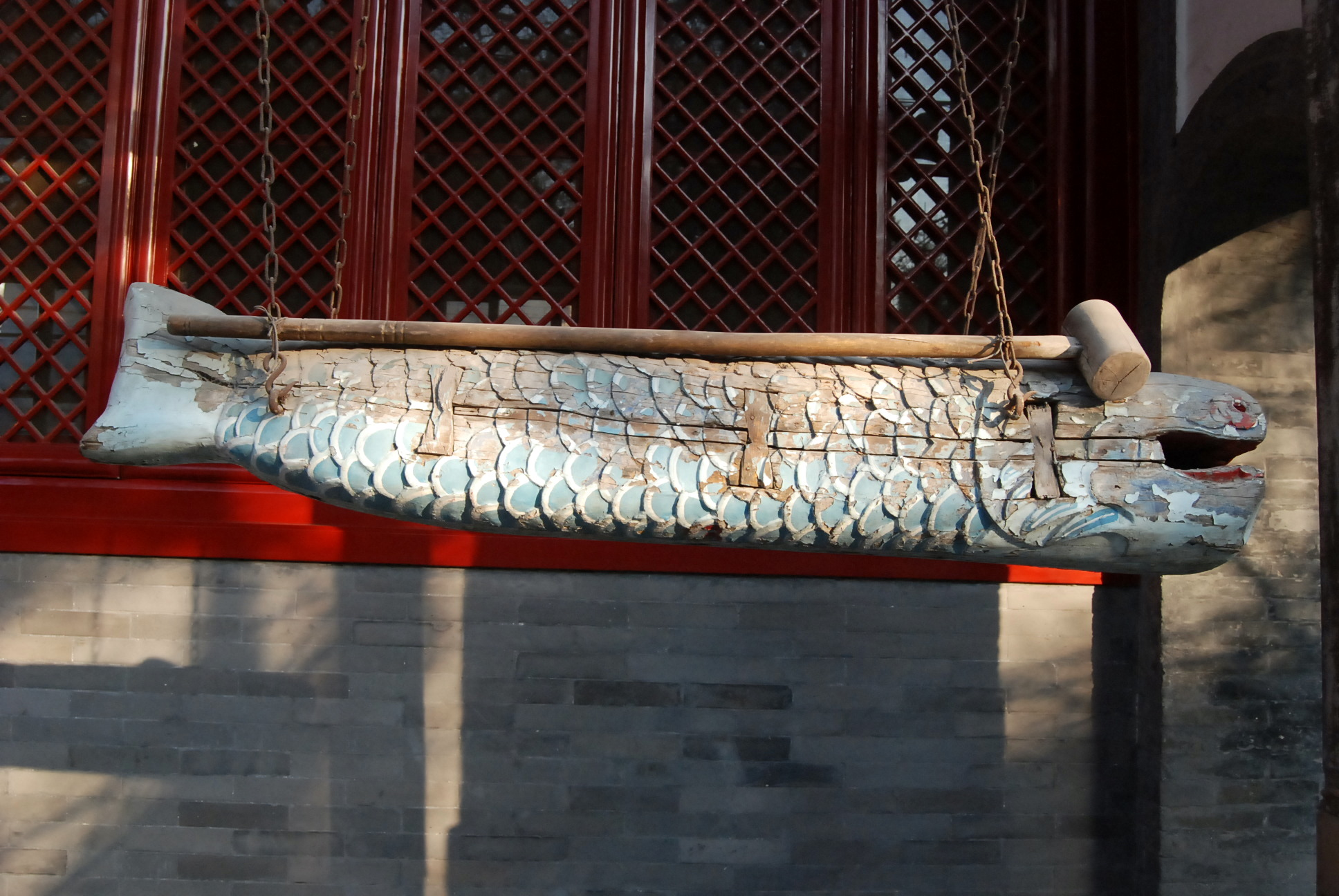
Holzfisch, chinesisch mùyú, eine fischförmige Schlitztrommel, die mit einem Holzhammer in buddhistischen Klöstern in Ostasien rituell geschlagen wird. Fayuan-Tempel in Peking

Auf dem Boden liegende oder häufiger frei hängende Schlagbalken (Schlagbretter) gehören zu den ältesten Schlag- und Rhythmusinstrumenten. Sie werden wie die weiterentwickelten Schlitztrommeln als Signalinstrumente für Aufrufe zu Versammlungen, für Zeitanzeigen oder Warnungen vor Gefahren meist in kultisch-religiösen Zusammenhängen verwendet. Nachfolger des naqus der frühen nahöstlichen Christen werden bis heute mancherorts in orthodoxen Kirchen und Klöstern Osteuropas eingesetzt, wo sie etwa in Griechenland semantron (griechisch, „Zeichen“), in Rumänien toacă, in Bulgarien bilo und in Serbien klepalo genannt werden. Die römisch-katholischen Gläubigen im übrigen Europa wurden anstelle dieses „Zeichens“ ab dem 6. Jahrhundert mit Glocken, die in den Klosterregeln des hl. Benedikt signum (lateinisch, „Zeichen“) heißen, zu den Gottesdiensten gerufen.
In buddhistischen Klöstern in Asien werden außer den tibetischen gandi auch in den Klöstern einzelner buddhistischer Sekten in Japan hölzerne Schlagbretter (moppan) verwendet, um die Mönche zur Meditation oder zum Essen zu rufen. Die häufigsten Signalgeber buddhistischer Mönche in Japan sind jedoch zwei Formen von Metallplatten: unpan (wolkenförmig) und gyoban (fischförmig). Zu den gyoban gehört die vom Priester bei Ritualen geschlagene Metallplatte kei, die einen geöffneten Fischmund darstellt und früher aus Stein bestand. Vergleichbare, rituell verwendete Litophone sind die Steinplatten teukgyeong (Winkel) in Korea und khánh (Form eines Karpfens) in Vietnam.
An buddhistischen Tempeln in Myanmar wird die dreieckige Messingplatte kyizi rituell geschlagen. Buddhistische Priester in China schlagen mit einem langen Stock die dicke, 40 Zentimeter lange und 25 Zentimeter breite Messingplatte hsiang pan, während mit der größeren Metallplatte xuban in chinesischen Klöstern zu Versammlungen gerufen wird. In ostasiatischen buddhistischen Klöstern wird der zur Gruppe der Schlitztrommeln gehörende Holzfisch (chinesisch mùyú) bei verschiedenen Ritualen geschlagen. Mathews’ Chinese-English Dictionary von 1931 beschreibt mùyú als eine Art gandi (jianchui).
In Indien sind mehrere Schlagplatten aus Metall verbreitet. Die jayaghanta (Sanskrit, „Siegesglocke“, auch Bezeichnung für eine Ritualglocke) ist eine ein Zentimeter dicke Schlagplatte mit ungefähr 46 Zentimetern Durchmesser, die in der im 13. Jahrhundert verfassten Musiktheorie Sangitaratnakara erwähnt wird. Metallene Schlagplatten mit unterschiedlichen Namen und Formen sind in Indien mutmaßlich älter. Die runde Schlagplatte (Becken) ghari (oder ghanta) aus Bronze mit 20 Zentimetern Durchmesser wird in Nordindien in der hinduistischen Ritualmusik, das größere Becken gharyal („Uhr“) wird zur Zeitanzeige verwendet.
Zu den Idiophonen der altindischen Zeit gehören neben Becken, Glocken und Rasseln auch hölzerne Schlagstäbe von einem halben Meter Länge, die in Nordindien heute danda genannt und von Adivasi bei Volkstänzen verwendet werden. Auf einem Relief am Stupa von Bharhut (2./1. Jahrhundert v. Chr.) sind Tänzerinnen abgebildet, die von Musikern mit Bogenharfen (vina), Trommeln, Händeklatschen und Schlagstäben begleitet werden. Gongs sind aus altindischer Zeit nicht bekannt, die früher häufig vorkommende Übersetzung von gandi als „Gong“ (auch „Holzgong“) ist irreführend und „hölzerne Glocke“ ist nur der Bedeutung nach zutreffend.

## Wortbedeutung

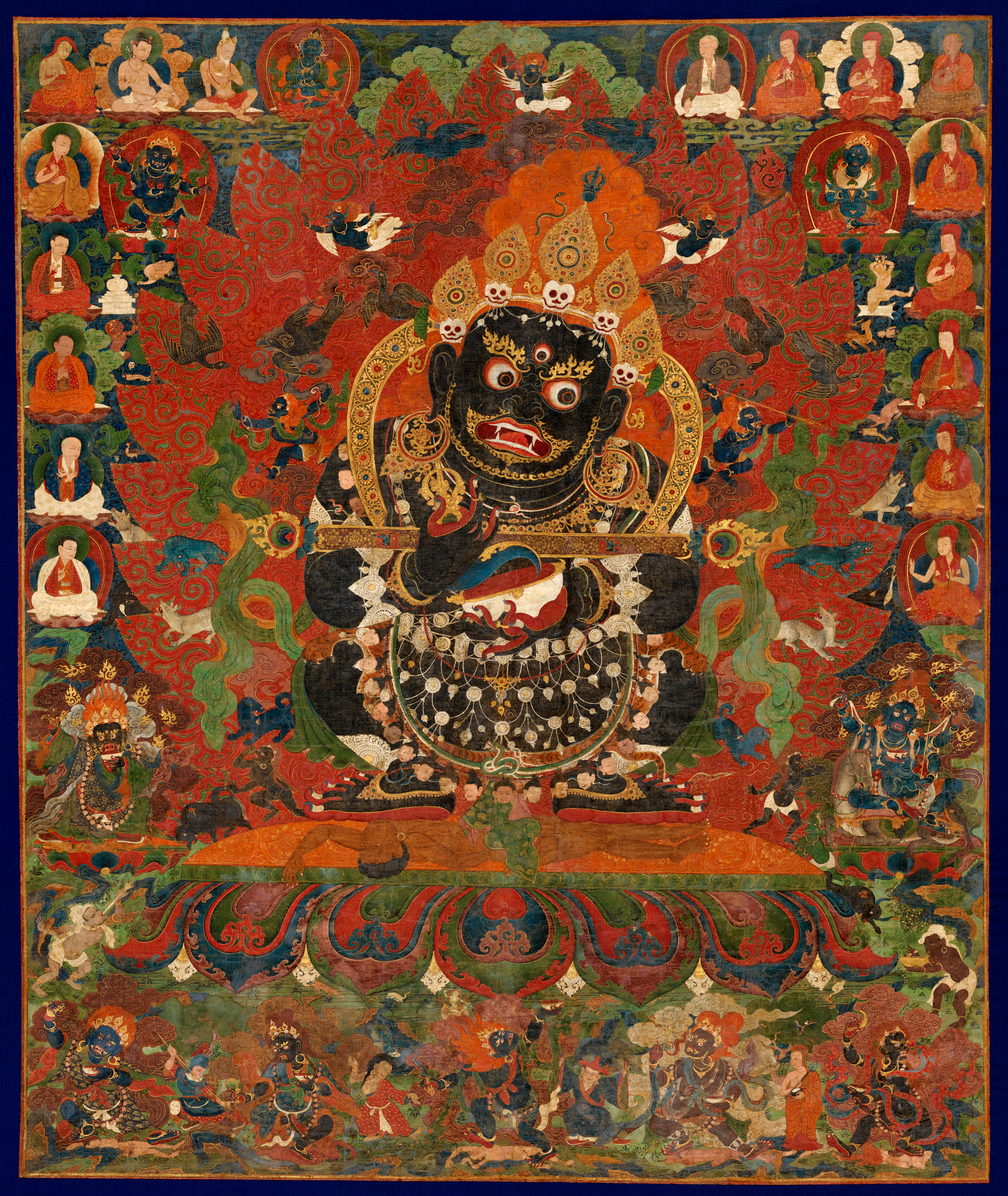
Tibetisch-buddhistischer Schutzgott Mahakala. Mit seinen Füßen stampft er auf einem Toten, in der linken Hand hält er eine mit Blut gefüllte Schädelschale (Sanskrit kapala) und in der rechten Hand ein rituelles Häutungsmesser (kartika). Über beiden Unterarmen liegt quer eine gandi. Thangka, um 1500

In Monier-Williams Sanskrit-Englisch-Wörterbuch von 1872 wird das Sanskritwort gandi mit „Stamm eines Baums von der Wurzel bis zum Beginn der Äste“ erklärt. Pali gandi wird mit „Schaft, Stiel, Balken“ übersetzt. Somit bezeichnet gandi seit dem 1. Jahrtausend bis heute ein Brett oder einen Balken aus Holz.
In altindischen (klassischen) Sanskrittexten ist das Wort gandi nicht überliefert, dafür gleichlautend im mittelindischen Sanskrit und Pali als gandi, gandī oder gandika. Ein Zusammenhang mit dem altindischen ghanta ist unklar, aber wegen der unterschiedlichen Bedeutungen („gut klingendes Holz“ – „Glocke“) eher unwahrscheinlich. In buddhistischen Sanskrittexten kommen beide Wörter nebeneinander vor. Gandi gelangte unverändert ins Tibetische und Chinesische (hier als jiandi oder jianzhi transkribiert). In dem um die Mitte des 7. Jahrhunderts während der Tang-Dynastie von Xuanying verfassten chinesisch-buddhistischen Wörterbuch Yiqiejing yinyi heißt es zu gandi: „ein Klanginstrument, nämlich man schlägt Holz auf Holz“. Ein weiteres Mal bestätigt der zur Zeit der Song-Dynastie lebende Shi Fayun (1088–1158) in seinem Lexikon Fan Yi Ming Yi Ji das Material Holz der gandi. Im 60. Kapitel („Gandi und andere Gegenstände für religiöse Angelegenheiten“) heißt es: „Das Sanskrit jianchui (gandi) bedeutet das Holz, das angeschlagen wird, entweder Sandel- oder Maulbeer(baum). Davon gibt es keine direkte Übersetzung. Denn die (Inder) haben keine Glocke aus Metall bzw. Stein (zhong qing).“ Hölzerne gandi werden auch im Sanskrit-Tibetisch-Mongolisch-Lexikon buddhistischer Begriffe Mahavyutpatti (9./10. Jahrhundert) erwähnt.
In Turfanfragmenten, überwiegend alttürkische Handschriften uigurischer Buddhisten vom Ende des 1. Jahrtausends, die in Turfan gefunden wurden, kommt das auf gandi zurückzuführende Wort gantik/gandik vor, das sich in einer Erzählung auf das um die Mittagszeit zu schlagende Holzbrett bezieht.
Obwohl das Material Holz so deutlich aus den Manuskripten hervorgeht, scheint der während der Song-Dynastie lebende chinesische Mönch Shi Daochen (10./11. Jahrhundert) unsicher gewesen zu sein, denn in seinem Werk Shi Shi Yao Lan schreibt er abschließend über die gandi: „(Es) kann alles, was einen Ton von sich gibt und zum Versammeln des Sangha dient, Gandi heißen, entweder eine Glocke aus Metall (zhong) bzw. Stein (qing), oder eine Holzplatte, oder ein (Stein- oder eiserner) Block mit ebener Fläche.“

## Herkunft
Die Herstellung und Bedeutung des Schlagbalkens gandi geht primär aus dem Gandisutra hervor, dessen ursprüngliche, wohl um das 1. Jahrhundert n. Chr. in Indien entstandenen Sanskritfassung verschwunden ist. Dem Kolophon der tibetischen Übersetzung zufolge wurde diese von den tibetischen Mönchen Dharmashribhadra und Tsültrim Yönten angefertigt und von Rinchen Sangpo (958–1055), einem bedeutenden Übersetzer mahayana-buddhistischer Schriften, herausgegeben. Diese tibetische Übersetzung lässt sich damit an den Anfang des 11. Jahrhunderts datieren. Da das Gandisutra bereits im Denkarma (auch Lhenkarma) gelistet ist, muss es bereits Anfang des 9. Jahrhunderts in einer tibetischen Übersetzung existiert haben. Das Denkarma ist ein 812 n. Chr. datierter Katalog offizieller tibetischer Schriften, der während der Regierungszeit des Königs Mutik Tsenpo (um 764 – um 817) entstand. Im Karchag Phangthangma, einem weiteren Katalog buddhistischer Schriften aus dem 9. Jahrhundert, die aus dem Sanskrit ins Tibetische übersetzt wurden, ist das Gandisutra nicht enthalten.
Sutras sind die zunächst mündlich überlieferten und ab dem 1. Jahrhundert v. Chr. schriftlich fixierten Lehrreden des historischen Buddha. In den Sutras werden Glaubensinhalte und Handlungsanweisungen gegeben. Die Mahayana-Sutras sind für die Mahayana-Schulen kanonisch und werden in Sammlungen auf Sanskrit, Tibetisch und Chinesisch überliefert. Die in den mahayana-buddhistischen Schriften mitgeteilten Anweisungen für Einweihungsrituale (tibetisch rab-gnas), die etwa nach der Vollendung von Thangkas, Tempeln und Stupas durchzuführen sind, werden, da sie magische Elemente wie die Anrufung von Vajrayana-Gottheiten (yidam) beinhalten, allgemein zu den tantrischen Schriften und nicht zu den Sutras gezählt. Das Gandisutra bildet hierbei die einzige Ausnahme.
Das Gandisutra beschreibt die Herstellung des Schlagbalkens gandi und dessen Einweihungsritual, für das jedoch keine tantrischen Praktiken erforderlich sind. Zu diesem Ritual gehört die Rezitation von drei Verszeilen, mit denen die gandi dem Dharmakaya zugeordnet wird. Dharmakaya ist eine der drei geistigen Ebenen im Konzept des Trikaya, der Drei-Körper-Lehre, die sich auf ein erleuchtetes Wesen (einen Buddha) bezieht. Einige Vertreter der Nyingma- und Kagyü-Schule betrachten das Einweihungsritual der gandi als einen Ursprung tantrischer Weiherituale im tibetischen Buddhismus. Dagegen erklärten Sakya Pandita (1182–1251), der Begründer der Sakya-Schule, und ihm darin folgend Gungthang Tenpe Drönme (1762–1823), dass das gandi-Einweihungsritual lediglich als solches bezeichnet werde, ohne dessen wesentlichen Qualitäten zu besitzen.
Eingebettet ist die Einführung des Schlagbalkens im Gandisutra in eine Erzählhandlung. Als der Buddha sich im Bambuswald nahe Rajagriha aufhielt, zusammen mit 1000 Mönchen und einer Heerschar von Bodhisattvas, erhob sich König Prasenajit, Herrscher über Kosala und treuer Anhänger Buddhas, von seinem Stuhl und verneigte sich vor des Buddhas Füßen. Wie man in einer Zeit von Konflikten das Dharma beachten und so das Reich zusammenhalten könne, fragte der König. Der Buddha erklärte in seiner Antwort die Funktion der gandi und wie deren Klänge bei der Durchführung der Dharma-Rituale in einem Tempel oder Kloster geeignet seien, die Konflikte und Streitigkeiten unter den Anwesenden beizulegen. Auf konkrete Nachfrage beschrieb er detailliert die Herstellung der gandi, ihre Form, ihren Ort und ihre Bedienung, damit sie die innere Einsicht fördere. Als der Buddha gesprochen hatte, priesen alle Anwesenden, Götter und  himmlischen Wesen einschließlich der Asuras und Gandharvas seine Worte.
Diese und andere Erzählungen über die Zeit des historischen Buddha legen den Schluss nahe, dass der Schlagbalken bereits von dessen Zeitgenossen im 6./5. Jahrhundert v. Chr. eingesetzt worden sein könnte. Zweifel an dieser frühen Verwendung werden dadurch genährt, dass die Erzählungen erst Jahrhunderte später verfasst wurden und offenbar von einem organisierten Klosterleben handeln, das jedoch erst ab dem 1. Jahrhundert n. Chr. existierte. Mehrere altindische Texte erwähnen, dass bei königlichen Proklamationen Trommeln geschlagen wurden. So heißt es in einem Edikt des Königs Ashoka (reg. 268–232 v. Chr.): „Das Schlagen der Kriegstrommel ist zum Ruf nach der Religion (Dharma) geworden.“ Mit „Kriegstrommel“ waren vermutlich  die bei offiziellen Anlässen üblichen Trommelsignale aus festgelegten rhythmischen Mustern gemeint. Solche Trommelmuster werden etwa im Saddharma-Pundarika-Sutra aus dem 1. Jahrhundert n. Chr. (oder später) behandelt. In einem dem buddhistischen Dichter Ashvaghosha (um 80 – um 150 n. Chr.) zugeschriebenen Werk sind lange Folgen von Sprachsilben enthalten, die offenbar rhythmische Muster für die gandi mit einer bestimmten Bedeutung notieren.

## Bauform

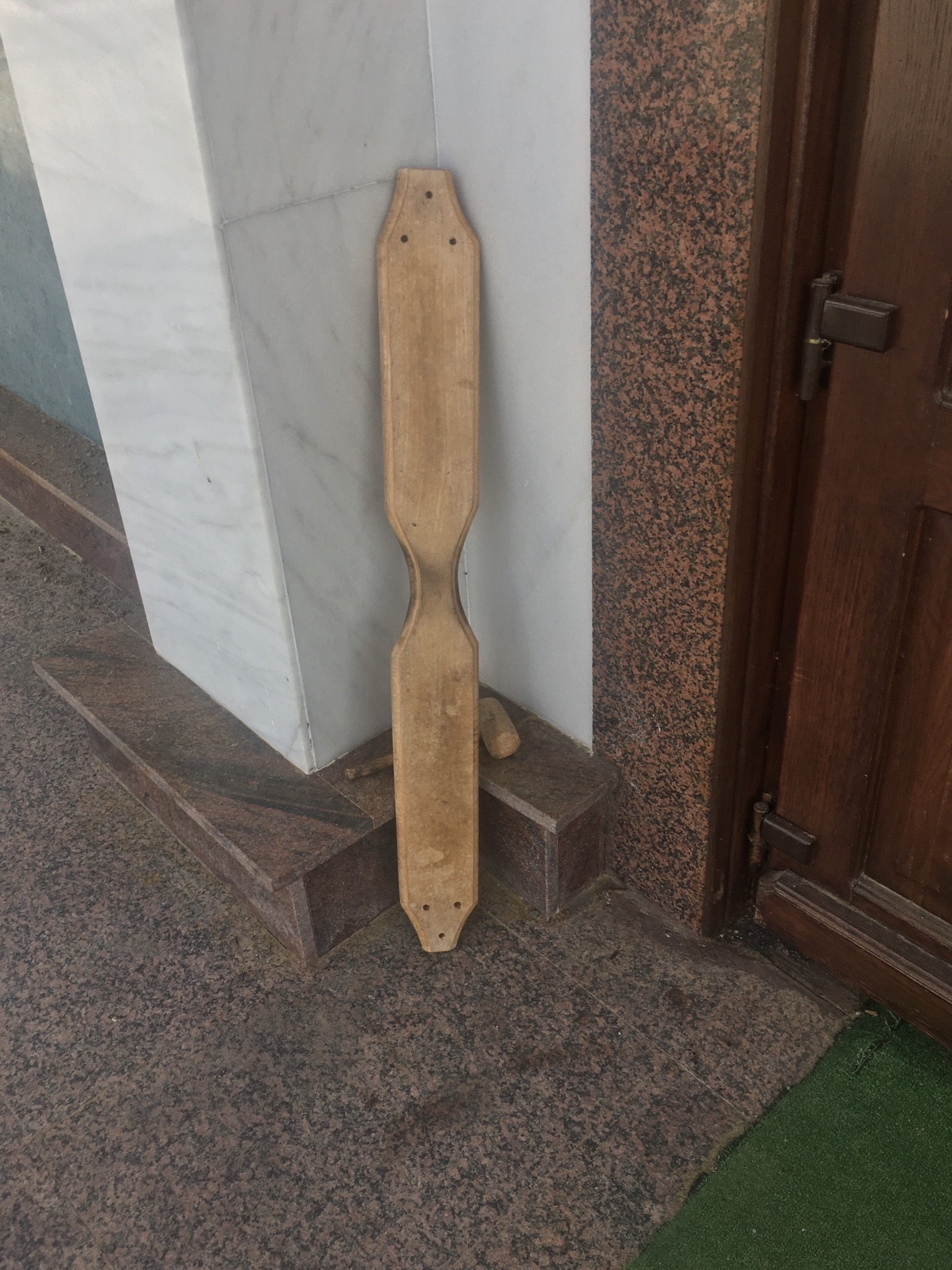
Der in seiner Form der gandi ähnliche Schlagbalken toacă in einem orthodoxen Kloster in der rumänischen Region Moldau

Laut dem Gandisutra kommen für die gandi 16 Holzarten infrage, zunächst das Holz des Sandelholzbaums, der Bengalischen Quitte (Sanskrit bilva), des Malabar-Lackbaums (Sanskrit palasha), der Pappel-Feige, des Roten Sandelholzes, der Gewöhnlichen Zwergmispel, der Palmyrapalme, des Adlerholzbaums, der Mangostane, des Walnussbaums, des Amlabaums, von tintisara (?) und Saraca asoca (Sanskrit ashoka), bis die Aufzählung beim als letztes zu verwendenden Holz des Maulbeerbaums endet.
Die Aufzählung der Holzarten im Gandisutra ist die ausführlichste und wohl älteste. In der tibetischen Übersetzung der tantrischen Ritualsammlung Kriyasamgraha (12./13. Jahrhundert, von Kuladatta in der letzten Phase des tantrischen Buddhismus in Indien verfasst) werden fünf Holzarten aufgezählt, aus denen die gandi angeferftigt werden sollte: Senna occidentalis (Sanskrit kasari), Banyan-Feige, Pappel-Feige, Mesua ferrea (Eisenbaum) und Ficus racemosa.
In einem chinesischen Manuskript des Posadhavastu, das Vorschriften für die innerhalb der Sangha zentralen buddhistischen Beichtfeier (Posadha-Zeremonie) enthält, heißt es, dass die Mönche sich beim Buddha zunächst über die Herstellung der Trommeln (rnga) und des Schneckenhorns erkundigten. Dann fragten sie nach den Holzarten für die gandi und der Buddha antwortete, dass außer dem Lackbaum und giftigen Bäumen alle Hölzer geeignet seien, mit denen sich Töne erzeugen lassen.
Im Vinayapitaka heißt es zu den Maßen des aus den genannten Holzarten hergestellten Brettes: Es soll 84 Finger (sor-mo) lang, 6 Finger breit und 2 Finger dick sein. Gemeint ist die Fingerbreite, für die ungefähr ein Zentimeter angesetzt wird. Die vier Ecken sollen abgeschrägt und die beiden Enden mit einem Froschkopf (sbal-ba’i mgo) verziert werden. Das waagrecht hängende Brett wird demnach mit einem 44 Zentimeter langen Stock geschlagen, dessen Durchmesser 6 Zentimeter beträgt.
Im Tantra-Kloster von Gyütö des Gelug-Ordens im nordindischen Dalhousie (heute in Dharamsala) fand Ivan Vandor 1973 Schlagbretter in drei Größen. Alle Größen haben die gleiche Breite und Dicke, wie im Vinayapitaka angegeben, die Längen sind nach dieser Tradition mit 180, 84 und 24 Finger festgelegt, was der ungefähren Länge in Zentimetern entspricht. Der estnische Indologe Alexander von Staël-Holstein gibt in einer Veröffentlichung von 1913 für eine lange gandi im buddhistischen Tempel Gunsetschoinei-Dazan von Sankt Petersburg 173 Zentimeter Länge, 10,5 Zentimeter Breite und eine Dicke von 5,5 Zentimetern an. Der dortige Schlägel war 43,7 Zentimeter lang bei einem Durchmesser von 5,8 Zentimetern.
Die langen gandi werden in großen Klöstern, die mittleren in kleinen Klöstern und die kleinen gandi von Mönchen verwendet, die sich für eine gewisse Zeit aus dem Kloster zurückgezogen haben. Damit besitzt das Brett auf ganzer Länge einen rechteckigen Querschnitt, bis auf einen kurzen verjüngten Abschnitt in der Mitte mit rundem Querschnitt. Hier kann die beim Gehen auf der linken Schulter ruhende gandi mit der linken Hand gehalten werden. Mit der rechten Hand schlägt der gehende Mönch das Brett mit einem sanduhrförmigen Holzstück, dessen Länge auf 12 Finger festgelegt ist. Seine Form erinnert an das bedeutende buddhistische Ritualobjekt dorje („Donnerkeil“), wird aber nicht entsprechend verehrt. Brett und Schlagholz sollten aus derselben Holzart gefertigt sein.
Der einleitende Vers des Kriyasamgraha führt in den Inhalt des nachfolgenden Textes ein. Darin geht es um die Aneignung und spirituelle Reinigung eines Platzes für ein Kloster, beginnend mit der Errichtung eines bestimmten Gebäudeteils, der Weihezeremonie für eine Gottheit, die Anschaffung und Weihe einer gandi und abschließend der Aufstellung eines Flaggenmastes. Das Kriyasamgraha kommt in diesem Zusammenhang zu einer anderen, geistigen Klassifizierung der gandi in vier Typen gemäß den vierfachen tantrischen Stadien der Nicht-Bindung (nirveda-bhagiya, Gleichgültigkeit gegenüber weltlichen Dingen, Weltentsagung): Sanskrit ushmagata (Hitze) – murdhana (Gipfel) – kshanti (Geduld) –  laukikagrya-dharma (höchstes weltliches Dharma). Dazu werden Angaben zur Form gemacht, die einer zunehmenden spirituellen Reinheit entsprechen. Bei zunehmender Größe sei jede gandi von runder Form und innen hohl. Solche Details kommen im Gandisutra und anderen Schriften nicht vor. Offenbar beschreibt das Kriyasamgraha ein zylindrisches Holz mit anderen Maßverhältnissen.
Darstellungen der gandi gehören zur tibetisch-buddhistischen Tradition der Thangka-Malerei. Darin ist die gandi ein Attribut des Schutzgottes Mahakala (tibetisch gur gyi mgon po, „Herr des Käfigs/Skeletts“, der die Zerstörung des menschlichen Leibes bewirkt). Diese zornvolle Gottheit wurde vom tibetischen Mönch Rinchen Sangpo (958–1055) aus Indien eingeführt und war im 13./14. Jahrhundert auch bei den Herrschern des Mongolischen Reichs als ein Symbol ihrer Macht beliebt. Die Größe der gandi ist aus den Malereien nicht abzulesen, aber ihre wahrscheinliche Form. Häufig sind florale oder geometrische Muster auf das schmale Holzbrett gemalt, dessen Enden als Lotosblüte, Donnerkeil oder Makaraschwanz gestaltet sind.
Einen deutlich größeren Schlagbalken fand der russische Orientalist Alexei Matwejewitsch Posdnejew (1851–1920) Ende des 19. Jahrhunderts in der Mongolei. Das Instrument beschreibt er als Balken aus Rotem Sandelholz mit Froschköpfen an den Enden und einer Länge von fünf Lokot (57 Zentimeter), also 285 Zentimeter. Der Umfang betrug einen Arschin, entsprechend rund 70 Zentimeter. Der Schlägel aus demselben Holz besaß Mausköpfe an beiden Enden.

## Verwendung

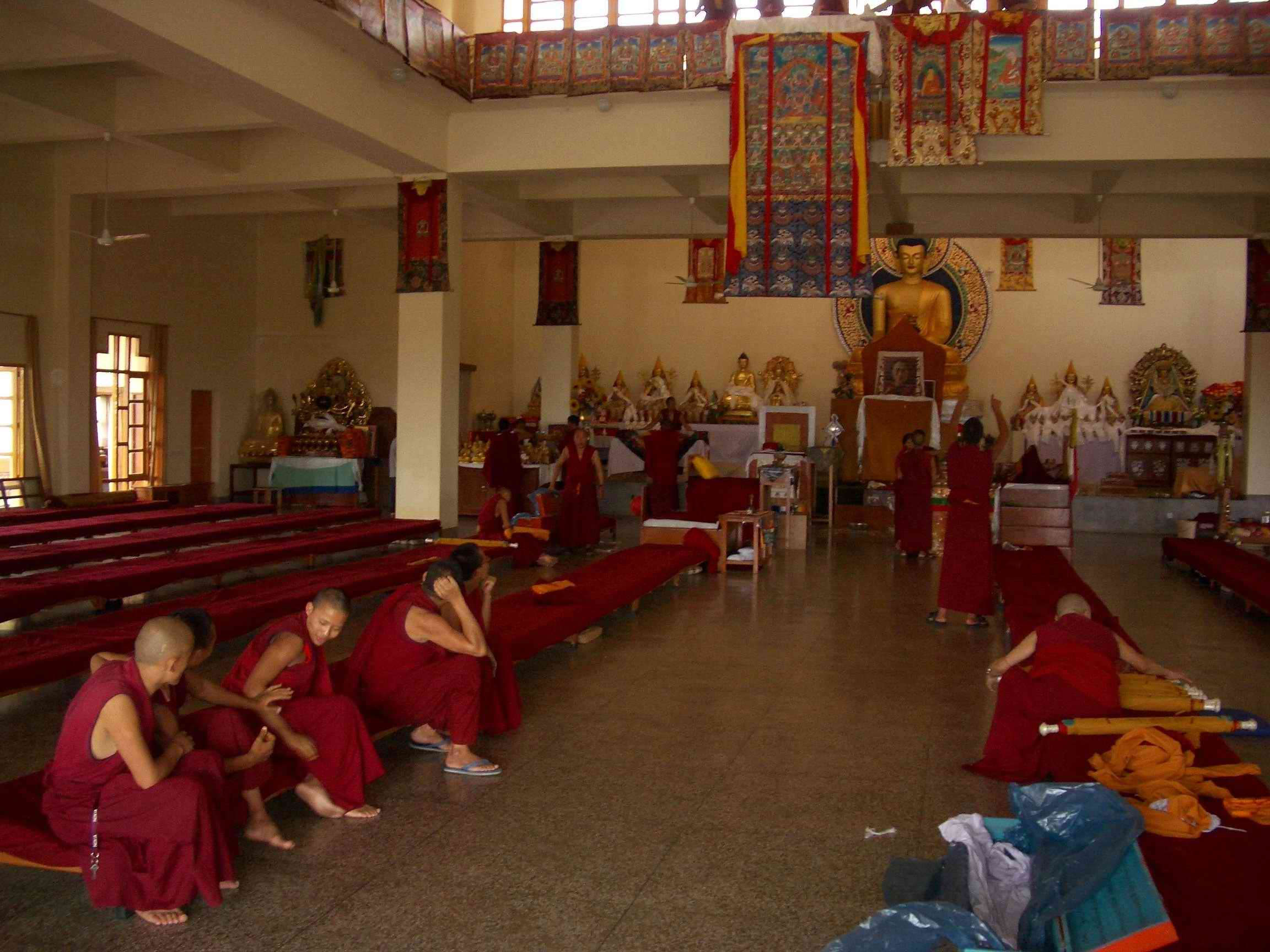
Hauptversammlungshalle (gönpa) im tantrischen Gyütö-Kloster in Dharamsala

Der in Kaschmir lebende shivaitische Autor Somadeva (2. Hälfte des 11. Jahrhunderts) verfasste mit dem Kathasaritsagara eine Sammlung indischer Legenden und Volkserzählungen, die teilweise auch buddhistische Einflüsse enthalten. Eine Erzählung handelt von einem buddhistischen Mönch, der auf das Dach seines Klosters steigt und mit einem Stock (Sanskrit granthimusala) die gandi schlägt, um die Gemeinschaft der Mönche zusammen zu rufen. Die gandi soll vier Mal am Tag geschlagen werden, heißt es an einer anderen Stelle: bei Sonnenaufgang, Sonnenuntergang, vor den Mahlzeiten und vor dem Waschen.
Es gilt als ein Zeichen von Ehrerweisung für die gandi, wenn der Mönch bei seinem Einsatz im Freien barfuß geht. Der Beobachtung von Ivan Vandor (1975) in Gyütö zufolge darf jeder Mönch die gandi schlagen, aber er benötigt die Aufforderung durch den leitenden Mönch, der für die Einhaltung der Ordensregeln verantwortlich ist. Dagegen heißt es im Avadanasataka, einer altindischen Sammlung von Sanskrit-Erzählungen über buddhistische Mönche und Nonnen zur Zeit Buddhas (in der Pali-Sammlung Apadana), das Schlagen der gandi sei Aufgabe des karmadana (Vorsteher der Meditationshalle) oder des upadhivarika (Verwalter des Klosters). Der chinesische Mönch Yi Jing teilt in seinem Reisebericht Nanhai jigui neifa chuan vom Ende des 7. Jahrhunderts mit, dass Diener und Wächter bei Sonnenaufgang und -untergang vor dem Haupteingang des Klosters die Trommel schlagen durften, aber nicht die gandi.
Die gandi wird nicht bei Ritualen in den Andachtsräumen verwendet. Sie dient als Signalinstrument hauptsächlich dazu, die Mönche zum Essen und zu Versammlungen bei besonderen Anlässen zu rufen oder den Tod eines bedeutenden Mönchs zu melden. Wie manche Instrumente der Kultmusik hat die gandi auch eine magische Bedeutung. Sie soll Kriege und Hungersnöte oder etwa Hagelschlag verhindern können. Die Signalfunktion und magische Bedeutung hat die gandi mit dem Schneckenhorn und in mancher Hinsicht mit der langen Naturtrompete dungchen gemeinsam. Weitere Musikinstrumente mit magischer Bedeutung sind die kurze Trompete rkang dung und die sanduhrförmige Klappertrommel damaru.

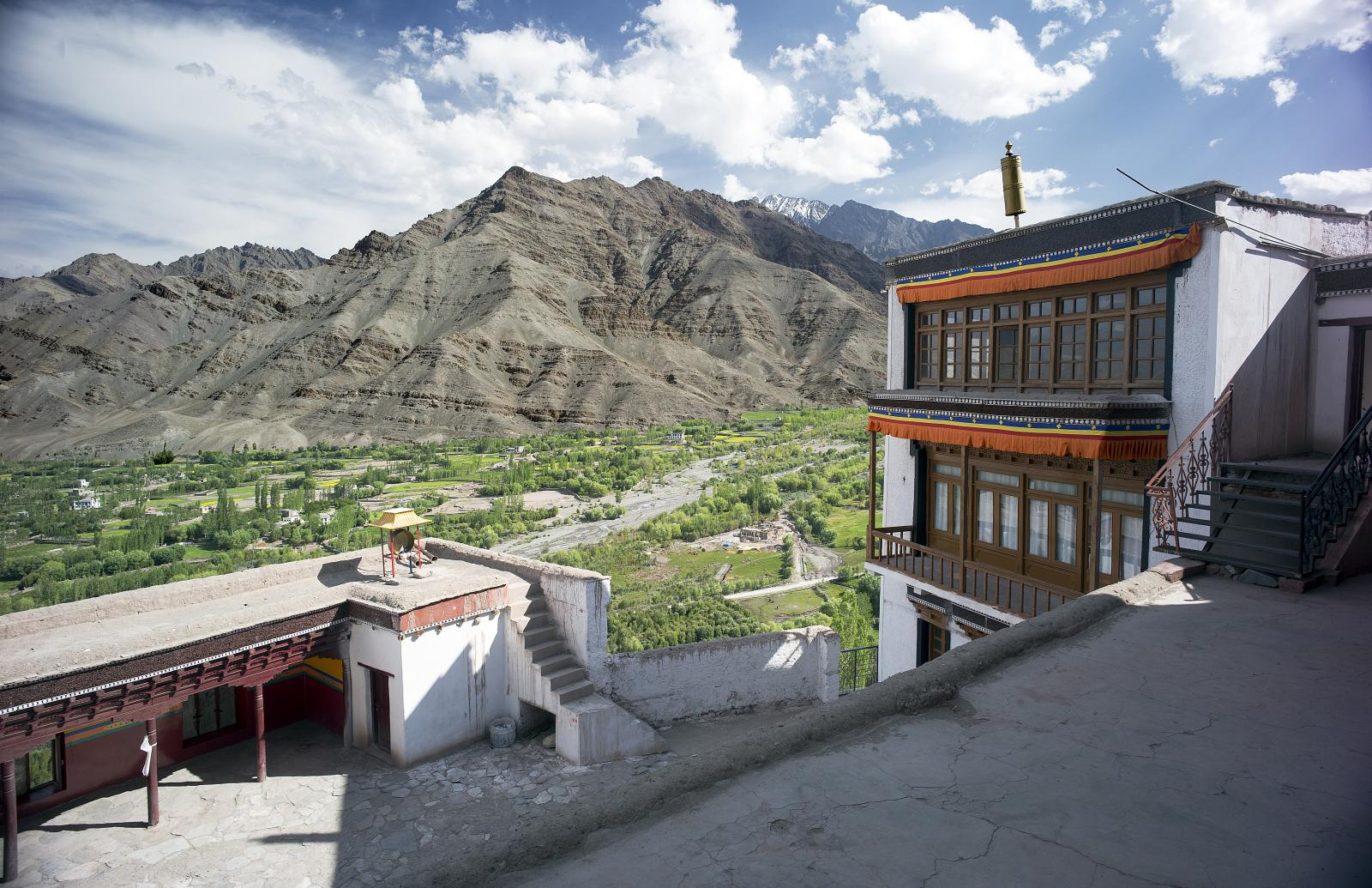
Erhöhte Position auf dem Dach eines Nebengebäudes für Signal- und Ritualinstrumente: eine große Rahmentrommel mchod-rnga und zwei Langtrompeten dungchen. Matho-Kloster bei Leh in Ladakh

In einer Abhandlung des ersten Dalai Lama Gendün Drub (1391–1475) wird die Verwendung der gandi für die unterschiedlichen Anlässe beschrieben. Als Signalinstrument sollte sie auf dem Dach eines Gebäudes oder an einem anderen erhöhten Ort geschlagen werden. Aufbewahrt werden sollte die gandi an einer erhöhten Stelle, etwa über dem Eingangstor zum Kloster. Die Schlagfolgen der gandi sind durch überlieferte Anweisungen ebenso strikt geregelt wie die Form. Die langsam und konstant auszuführenden Schläge folgen einem Zyklus (rgyud), der mehrfach wiederholt wird. Das rhythmische Muster, um die Mönche am 15. und 30. Tag eines Monats zu einer Versammlung zu rufen, besteht Ivan Vandors Beobachtungen im Gyütö-Kloster zufolge aus 18 stetig lauter werdenden Schlägen, gefolgt von 17 in ihrer Lautstärke abnehmenden Schlägen. Auf diese insgesamt 35 Schläge wird die gandi nach einer kurzen Pause noch drei Mal laut geschlagen. Sollen die Mönche zum Essen erscheinen, werden die ersten 35 Schläge zwei Mal wiederholt, bevor die abschließenden drei lauten Schläge ertönen. Die Gesamtzahl der Schläge nach drei Zyklen beträgt in diesem Fall 108, eine in der indischen Tradition heilige Zahl. So besteht der tibetische Kanon heiliger Texte Kanjur, der zum buddhistischen Kanon gehört, aus 108 Bänden. Ebenso viele Perlen bilden eine heilige Gebetskette (Mala) und im Hinduismus gibt es 108 Namen für Shiva und andere Götter.
Im Gyütö-Kloster beobachtete Ivan Vandor auch, dass die gandi bei jedem Schlag in einer Richtung fortlaufend an einer anderen Stelle geschlagen wurde, bis nach den ersten 18 Schlägen das andere Ende von der Hälfte des Schlagbretts erreicht war. Die nächste Schlagfolge führte wieder zum Ausgangspunkt zurück. Der Mönch ist gehalten, behutsam zu beginnen, um nicht die meditierenden Gottheiten zu erschrecken und während der Aktion soll er still beten oder meditieren. Die Verpflichtung zur Meditation besteht auch beim Einsatz anderer Klangerzeuger und Musikinstrumente, etwa beim Schneckenhorn oder beim Spiel der Kegeloboe rGya-gling.
Bei Aufenthalten 1976 und 1979 in Nordindien und Nepal stellte die auf Tibet spezialisierte Musikethnologin Mireille Helffer fest, dass die meisten der besuchten Klöster eine gandi besaßen. Sie dokumentierte in Tonaufzeichnungen die überlieferten Schlagfolgen und bemerkt, dass sich – anders als im Gyütö-Kloster – ein Zyklus (rgyud) aus 36 Schlägen (18 und 18) zusammensetzt.

### Funktionelle Einteilung
Entsprechend ihrer Verwendung wurden im Posadhavastu fünf Typen von gandi festgelegt. In der von  Hayan Hu-von Hinüber (1994) übersetzten Sanskritfassung dieses Textes werden deren Namen für die einzelnen Funktionen genannt:
- Die gandi, um die gesamte Mönchsgemeinde (Sanskrit samgha, „Versammlung“) zusammenzurufen, ist die sarvasamghika gandi. Mit ihr werden die Mönche unter anderem zu den Mahlzeiten gerufen. Laut dem tibetischen Text und Kommentar des Posadhavastu soll hierfür die gandi „mit drei Zyklen von Gaṇḍī-Schlägen plus drei harten Schlagtönen“ angeschlagen werden.[32]
- Die karmagandiruft die Mönche speziell zu Gemeindeverhandlungen auf. In der Sanskrit-Version des Posadhavastu sollen hierfür drei Zyklen plus zwei laute Schläge ausgeführt werden, laut der tibetischen Version soll nur ein lauter Schlag folgen. Aus den unterschiedlichen Traditionen resultieren gewisse abweichende Ritualpraktiken unter den Klöstern.
- Bei einem Todesfall wird die amsagandi geschlagen. Dem Mulasarvastivada-Vinaya zufolge wird eine gandi verwendet, um den Todesfall und den Beginn der Beisetzungszeremonie zu verkünden. Ein anderer Name für den als „Totenglocke“ verwendeten Schlagbalken ist mundika gandi.[33]
- Die prahanagandi dient dazu, die Zeit der Meditation anzukündigen und um eingeschlafene Meditierende aufzuwecken. Für die nächtliche Meditation ist hierfür auch ein weniger lautstarker Mönchsstab khakkhara (tibetisch khar gsil) geeignet.
- Die apadgandi dient als Signalinstrument dazu, vor Gefahren, etwa vor Räubern, wilden Tieren, Krieg, Feuer oder Hochwasser zu warnen.[34]

### Ankündigung der Mahlzeiten

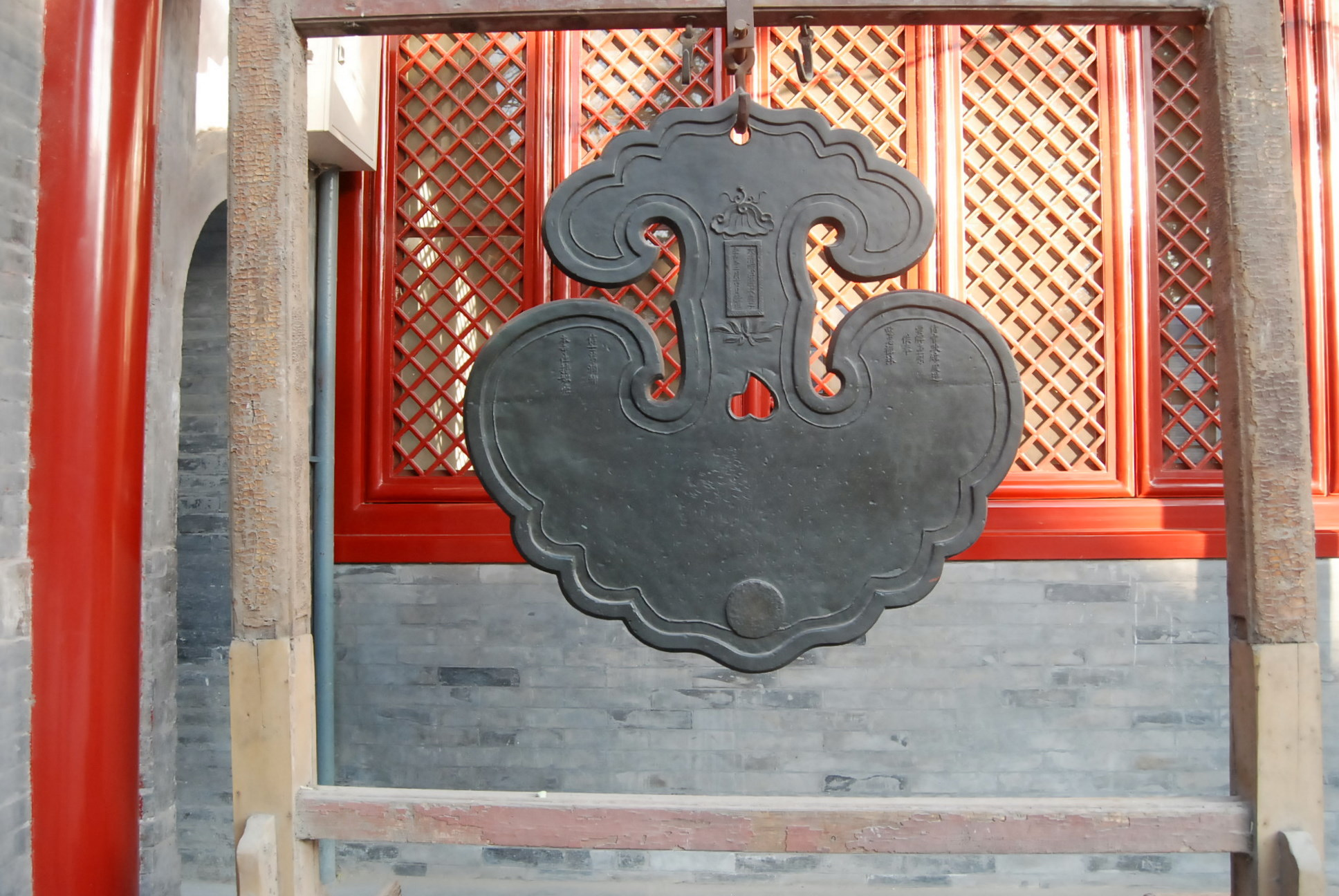
Bronzeplatte unpan („Wolkenplatte“), die in Zen-Klöstern zur Ankündigung der Mahlzeiten geschlagen wird. Fayuan-Tempel in Peking

Über den Einsatz der gandi sind etliche historische Berichte erhalten. Der chinesische buddhistische Mönch Faxian (um 337 – um 422) schreibt über seinen Aufenthalt im Kloster Gomati im Königreich von Hotan, 3000 Mönche würden mittels einer „Glocke“ in den Speisesaal gerufen, wo sie an ihren festgelegten Sitzplätzen in vollkommener Stille das Essen aus ihren Almosenschalen zu sich nähmen. In der buddhistischen Sanskrit-Anthologie Divyavadana, von der einzelne Erzählungen bis ins 2. Jahrhundert n. Chr. zurückreichen könnten, wird ebenfalls die strenge Ordnung erwähnt, mit der sich die Mönche in den Speisesaal setzten, nachdem die gandi geschlagen worden war. Daraus entstand, wie etwa aus dem Avadanasataka hervorgeht, „gandi-Zeit“ als Synonym für „Essenszeit“ im Kloster. Das Essen zur selben Zeit ergibt sich zwangsläufig aus dem Almosengang, den die Mönche zuvor gemeinsam in einer Reihe absolvieren, und der Verpflichtung, die eingesammelten Speisen anschließend unter sich aufzuteilen. Ein Mönch, der zu einer anderen Zeit isst, begeht folglich einen Regelverstoß der Kategorie patayantika (ein weniger schwerer Verstoß, wie das Trinken von Schnaps).
Im Shan-chien-pʻi-pʻo-sha, der chinesischen Fassung eines auf den im 5. Jahrhundert lebenden buddhistischen Gelehrten Samghabhadra zurückgehenden Werkes, wird die Notwendigkeit auch für einen reisenden Mönch, vor den Mahlzeiten eine (sarvasamghika) gandi zu schlagen, erklärt: „Wenn der Mönch an einem leeren, verlassenen Kloster vorbeigeht und sieht, daß dort die Bäume Früchte tragen, darf er (die Früchte) nehmen und essen, nachdem er die Gaṇḍī geschlagen hat. Gibt es dort keine Gaṇḍī, dann soll er dreimal in die Hände klatschen. So begeht er kein Vergehen. Wenn er (die Früchte) nicht auf diese Weise ißt, begeht er ein Diebstahl-Vergehen.“ Früchte (Mangos) sollten die Mönche eines Klosters dem Shan-chien-pʻi-pʻo-sha zufolge auch mit Gastmönchen (aber nicht mit Andersgläubigen) teilen und zuvor die gandi schlagen. Das Schlagbrett bedeutete für alle Mönche das Signal, dass es Früchte zu verteilen gab.
Die gandi galt in altindischer Zeit als ein mit der Mahlzeit buddhistischer Mönche verbundener Gegenstand, der in seiner Bedeutung auch außerhalb der buddhistischen Klosteranlagen bekannt war. Im zum Kanon des Shvetambara-Jainismus gehörenden Suyagadanga-nijjutti, das vermutlich aus dem 1. Jahrhundert n. Chr. stammt und mit historischen oder legendären Erzählungen die religiösen Regeln erklärt, wird das mit „Gong“ frei zu übersetzende Wort gandi als eine der Bedeutungen des Begriffs samaya genannt, der sich auf religiöse Lehren/Praktiken bezieht.

### Ankündigung von Gemeindeverhandlungen und der Beichtfeier Posadha
Außerhalb des üblichen Tagesablaufs erforderliche Gemeindeverhandlungen (samghakarma) werden mit der karmagandi angekündigt. Eine solche Verhandlung wird abgehalten, um einen Mönch in ein bestimmtes Amt zu wählen, auch um den Ort für die zweimal im Monat durchzuführende Beichtfeier Posadha oder andere Zeremonien festzulegen. Bei vielen Verhandlungen müssen die Mönche vollzählig anwesend sein. Im Vinayapitaka der frühen buddhistischen Schule der Dharmaguptakas wird das Problem der ersten Mönche angesprochen, die sich über den richtigen Tag für die Posadha-Zeremonie im Unklaren waren. Der Buddha sagte hierzu: „Man soll den Zeitpunkt festlegen, indem man entweder den Schatten mißt, oder ein Geräusch durch das Bambus-Spalten und Erde-Schlagen hergibt, oder Rauch macht, oder eine Schnecke bläst, oder eine Trommel schlägt, oder eine Gaṇḍī schlägt, oder ankündigt: ‚Ehrwürdige! Der Zeitpunkt für den Posadha bzw. die Rezitation des Prātimokṣasūtra ist gekommen.‘“ Dies sind die „sieben Methoden zum Sangha-Versammeln“.
Obwohl die gandi in etlichen buddhistischen Quellen erwähnt wird, gibt es relativ wenige wissenschaftliche Beschreibungen zu ihrem Einsatz in der Posadha-Zeremonie. Den einzigen Bericht über diese Zeremonie im 19. Jahrhundert lieferte Alexei Matwejewitsch Posdnejew 1887 aus der Mongolei. Die gandi wird demnach nur als Ankündigung zu ihrer Eröffnung gebraucht. Bei der Zeremonie selbst dürfen ausschließlich Mönche anwesend sein, womit auch Forscher von der unmittelbaren Beobachtung ausgeschlossen sind. Eine heute in der Mongolei durchgeführte Posadha-Zeremonie läuft in mehreren Phasen ab: Ein Novize trägt die gandi und ein Mönch den Schlägel herbei. Beide besteigen im Hof eine erhöhte Plattform oder einen Balkon. Der Mönch schlägt dreimal auf den vom Novizen getragenen Balken, übernimmt diesen daraufhin und führt die Zyklen mit insgesamt 108 Schlägen aus. Nun steigt der Mönch von der Plattform herab und begibt sich in den Tempel, wo die Zeremonie beginnt.

### Bekehrung und magische Funktion
Die gandi wurde nicht nur als Signalinstrument zur Einhaltung der Ordensregeln verwendet, sondern auch zu anderen Zwecken. Erzählungen aus dem Leben des Buddha (etwa der „Sutra über die Bekehrung der Tochter von Anathapindada“) zufolge wurde die gandi auch geschlagen, um Andersgläubige zu bekehren. In diesem Zusammenhang steht eine Erzählung des chinesischen Pilgermönchs Xuanzang (um 602–664) in seiner Reisebeschreibung Da Tang Xiyuji über das erste buddhistische Konzil. Demnach stieg nach dem Tod des Buddha sein Schüler Mahakashyapa auf den heiligen Berg Meru, schlug eine große gandi und verkündete, dass die ursprünglichen 16 Gefährten (Arhats) des Buddha sich zu einer religiösen Besprechung in Rajagriha versammeln mögen. Wegen dieser hervorgehobenen Bedeutung wird der gandi eine magische Kraft gegen das Böse zugesprochen.

### Bei der Meditation
Die prahanagandi soll die Mönche an ihre Pflicht zur Meditation erinnern. Im Regelwerk Mahisasaka-Vinaya wird kritisiert, dass sich die Anhänger des Buddha anfangs nicht zu bestimmten Zeiten zur Meditation versammelten, worauf der Buddha anordnete, dass ein Tagesplan festgelegt und dessen Termine durch eine gandi, eine Trommel oder ein Schneckenhorn bekannt gegeben werden sollten.
Um die meditierenden Mönche am Einschlafen zu hindern, führte der Buddha dem Posadhavastu zufolge mehrere Praktiken an. Anfangs mussten die Mönche ein Gefäß mit Wasser an ihrem Ohr befestigten, damit sie beim Einschlafen durch das herauslaufende Wasser geweckt würden. Nachdem derartige Methoden sich als wenig wirksam erwiesen hatten, ging ein leitender Mönch durch die Reihen, um jeden einzelnen Schlafenden aufzuwecken. Um diesen Aufwand zu vermeiden, ordnete der Buddha an, eine gandi während der Meditation zu schlagen. Über die vertretbare Lautstärke und Dauer des gandi-Schlagens gab es Diskussionen.

### Ausweisung
Die Gesamtheit der schriftlichen oder mündlichen Anweisungen, um das Zusammenleben und den Fortbestand einer religiösen Gemeinschaft zu sichern, wird tibetisch chayik (etwa „Klostervertrag“) genannt. Die ältesten erhaltenen rechtlichen Verträge für die Organisation der tibetischen Klöster datieren aus dem 12. Jahrhundert und basieren wesentlich auf dem säkularen Recht (Gewohnheitsrecht).
Die chayik-Vorschriften im vormodernen Tibet konnten vermutlich auch auf Laien im Kloster angewandt werden. Die schwerste Strafe, die ein Kloster gegen einen Mönch verhängen durfte, war die Ausweisung. Im Jahr 1711 verfasste Rechtsvorschriften für das Matho-Kloster (Matho Gonpa) in Ladakh behandeln auch physische Gewalt bis hin zur Todesstrafe, aber nur als staatliche Gesetze. Das Kloster konnte demnach einen schweren Gesetzesbrecher in seiner Mönchsunterkunft einsperren, seinen Besitz konfiszieren und ihn nach Untersuchung des Falls von den Schlägen der gandi begleitet ausweisen. In den Vorschriften des Mindrölling-Klosters in Zentraltibet von 1698 wird Geschlechtsverkehr als Beispiel für ein schweres Verbrechen genannt. Der so Überführte sollte mit einer sehr laut klingenden gandi ausgewiesen werden. Ebenso intolerant gegenüber Mönchen, die das Gelübde zum Zölibat missachten, sind die 1918 verfassten Regeln des Klosters Tengboche in Nepal. Ohne seine Schuhe soll der überführte Mönch unter den Schlägen der gandi aus dem Kloster gejagt werden.